# Моцате
Моцате (итал. Mozzate) је насеље у Италији у округу Комо, региону Ломбардија.
Према процени из 2011. у насељу је живело 8204 становника. Насеље се налази на надморској висини од 259 м.

## Становништво
Према резултатима пописа становништва 2011. у општини је живело 8.208 становника.
| 1931. | 1936. | 1951. | 1961. | 1971. | 1981. | 1991. | 2001. | 2011. |
| ----- | ----- | ----- | ----- | ----- | ----- | ----- | ----- | ----- |
| 2.674 | 2.688 | 3.371 | 3.838 | 4.386 | 5.285 | 6.335 | 6.874 | 8.208 |